# Șopkî, Zolociv
Șopkî (în ucraineană Шопки) este un sat în comuna Pidhaiciîkî din raionul Zolociv, regiunea Liov, Ucraina.

## Demografie
Componența lingvistică a localității Șopkî
     Ucraineană (100%)
Conform recensământului din 2001, toată populația localității Șopkî era vorbitoare de ucraineană (100%).